# REN
REN (англ. Ringer equivalency number) — в проводной телефонии, единица учёта электрической нагрузки оконечного устройства (или нескольких устройств, например АОНа и телефона) на телефонную линию. Максимальное допустимое REN для отдельной телефонной линии устанавливается телефонной компанией. В США нагрузка регулируется стандартом ANSI/TIA-968-B.
Через телефонную линию питаются устройства, не имеющие другого источника питания, например телефонные аппараты, АОНы.
В других странах иногда применяются другие термины: ringer approximated loading (RAL) в Содружестве наций, ringer equivalence number в Великобритании, Load Number (LN) в Канаде, ??? в России.
В США 1 единица REN определяется как нагрузка, эквивалентная резистору в 6930 Ом и конденсатору в 8 мкФ. В новом стандарте ANSI/TIA-968-B от августа 2009 года значения для 1 REN определены как 7 кОм на частоте 20 Гц (тип А) или 8 кОм на полосе частот от 15 до 68 Гц (тип Б).
В Европе 1 единица REN эквивалентна 1700 Ом резистору последовательно с конденсатором в 1 мкФ. Крайняя спецификация ETSI определяет 1 REN как 16 кОм на 25 Гц.

## Последствия перегрузки
Если для данной линии будет превышена максимальная нагрузка, телефонная линия может стать не функционирующей, например, могут стать невозможными телефонные звонки или работа АОНа. В наиболее сложных случаях оператор телефонной линии может отключить её для уменьшения электрической нагрузки на АТС. Превышение допустимой нагрузки может расцениваться как короткое замыкание линии, нарушение изоляции, либо как несанкционированное снятие электроэнергии с линии. 

## Стандарты
- Federal Standard 1037C Архивная копия от 2 марта 2009 на Wayback Machine
- ANSI/TIA-968-B
- ETSI TS 103 021